# فيل فاراند
فيل فاراند (بالإنجليزية: Phil Farrand)‏‏ (5 نوفمبر 1958 في بروكن أرو - )؛ كاتب، وروائي، ومدير موقع من الولايات المتحدة.